# MR-30
MR-30, é um foguete de sondagem de origem soviética. Desenvolvido em meados de 2008. O MR-30, 
era capaz de conduzir cargas úteis de 150 kg a 300 km de altitude.

## Características
O MR-20, era um foguete de dois estágios, movido a combustível sólido, com as seguintes características:
- Altura: 7,98 m
- Diâmetro: 45 cm
- Massa total: 1.600 kg
- Carga útil: 150 kg
- Apogeu: 300 km